# Augusto de Saxe-Gota-Altemburgo
Augusto de Saxe-Gota-Altemburgo (14 de Agosto de 1747 - 28 de Setembro de 1806) foi um príncipe de Saxe-Gota-Altemburgo, na linha ernestina dos Wettin e patrono das artes durante a era do Iluminismo.

## Biografia
Augusto era o filho mais novo do duque Frederico III de Saxe-Gota-Altemburgo e da princesa Luísa Doroteia de Saxe-Meiningen. A sua mãe certificou-se de que tanto ele como o seu irmão Ernesto recebiam uma boa educação em literatura, ciência e cameralismo. Augusto também viajou até à Holanda e à Inglaterra com o irmão entre 1768 e 1769.
Os pais de Augusto tinham planeado uma carreira militar para o seu filho mais novo, mas ele desistiu de tudo em 1769, entregando o seu regimento de infantaria de Gota ao seu sobrinho, o duque Frederico. Depois de tomar esta decisão, Augusto deu inicio a uma grande viagem pela Itália que durou desde 1771 até 1777 e conheceu Voltaire em Génova. Em 1777 esteve em Londres como um dos padrinhos da princesa Sofia do Reino Unido, sua prima em segundo grau (a avó paterna de Sofia era irmã mais nova do pai de Augusto).
Considerado um príncipe iluminista, liberal e progressista, conseguiu juntar um circulo de pessoas sagazes no seu palácio em Gota a partir de 1778. Também era considerado um dos mais importantes tradutores de literatura francesa durante o período classicista de Weimar. Trocava correspondência com Johann Wolfgang von Goethe, Johann Gottfried Herder e Christoph Martin Wieland, sendo considerado um grande apoiante de Wieland, principalmente do seu poema Oberon.

## Genealogia
| Augusto de Saxe-Gota-Altemburgo | Pai: Frederico III de Saxe-Gota-Altemburgo | Avô paterno: Frederico II de Saxe-Gota-Altemburgo   | Bisavô paterno: Frederico I de Saxe-Gota-Altemburgo |
| Augusto de Saxe-Gota-Altemburgo | Pai: Frederico III de Saxe-Gota-Altemburgo | Avô paterno: Frederico II de Saxe-Gota-Altemburgo   | Bisavó paterna: Madalena Sibila de Saxe-Weissenfels |
| Augusto de Saxe-Gota-Altemburgo | Pai: Frederico III de Saxe-Gota-Altemburgo | Avó paterna: Madalena Augusta de Anhalt-Zerbst      | Bisavô paterno: Carlos de Anhalt-Zerbst             |
| Augusto de Saxe-Gota-Altemburgo | Pai: Frederico III de Saxe-Gota-Altemburgo | Avó paterna: Madalena Augusta de Anhalt-Zerbst      | Bisavó paterna: Sofia de Saxe-Weissenfels           |
| Augusto de Saxe-Gota-Altemburgo | Mãe: Luísa Doroteia de Saxe-Meiningen      | Avô materno: Ernesto Luís I de Saxe-Meiningen       | Bisavô materno: Bernardo I de Saxe-Meiningen        |
| Augusto de Saxe-Gota-Altemburgo | Mãe: Luísa Doroteia de Saxe-Meiningen      | Avô materno: Ernesto Luís I de Saxe-Meiningen       | Bisavó materna: Maria Edviges de Hesse-Darmstadt    |
| Augusto de Saxe-Gota-Altemburgo | Mãe: Luísa Doroteia de Saxe-Meiningen      | Avó materna: Doroteia Maria de Saxe-Gota-Altemburgo | Bisavô materno: Frederico I de Saxe-Gota-Altemburgo |
| Augusto de Saxe-Gota-Altemburgo | Mãe: Luísa Doroteia de Saxe-Meiningen      | Avó materna: Doroteia Maria de Saxe-Gota-Altemburgo | Bisavó materna: Madalena Sibila de Saxe-Weissenfels |